# Langwieden
Langwieden ist eine Ortsgemeinde im Landkreis Kaiserslautern in Rheinland-Pfalz. Sie gehört der Verbandsgemeinde Bruchmühlbach-Miesau an, innerhalb derer sie sowohl gemessen an der Einwohnerzahl als auch gemessen an der Fläche jeweils die zweitkleinste Ortsgemeinde darstellt.

## Geographie
Die Gemeinde liegt am Rand der Sickinger Höhe zwischen den Naturparks Pfälzerwald und Saar-Hunsrück. Zu Langwieden gehören zusätzlich die Wohnplätze An der Dümpfelhecke, Artamhof, Pletschmühle, Reesberger Hof, Schernau, Steigwiesen, Sternbrunnerhof und Ziegelhütte. Mitten durch den Ort verläuft der Mühlbach. Nachbargemeinden sind – im Uhrzeigersinn – Hauptstuhl, Landstuhl, Mittelbrunn, Gerhardsbrunn, Martinshöhe und Bruchmühlbach-Miesau.

## Geschichte
Der Ort gehörte bis zum Ende des 18. Jahrhunderts zur Herrschaft Landstuhl der Herren von Sickingen. Neben dem damals bereits vorhandenen Ortsnamen tauchte 1735 die Variante Langeten auf.
Nach der Besetzung des Linken Rheinufers durch französische Revolutionstruppen (1794) gehörte der Ort von 1798 bis 1814 zum Kanton Homburg im Departement Donnersberg und wurde von der Mairie Lambsborn verwaltet. 1815 hatte Langwieden insgesamt 130 Einwohner. Aufgrund der auf dem Wiener Kongress (1815) getroffenen Vereinbarungen kam die Region zunächst zu Österreich, 1816 wurde es an das Königreich Bayern abgetreten. Unter der bayerischen Verwaltung kam der Kanton Homburg und damit auch die Gemeinde Langwieden 1818 zum Landkommissariat Homburg im Rheinkreis, aus dem 1862 das Bezirksamt Homburg entstand. Da ein Teil des Bezirksamts – einschließlich Homburg selbst – 1920 dem neu geschaffenen Saargebiet zugeschlagen wurde, wechselte der Ort in das Bezirksamt Zweibrücken.
Ab 1939 war der Ort Bestandteil des Landkreises Zweibrücken. Nach dem Zweiten Weltkrieg wurde Langwieden innerhalb der französischen Besatzungszone Teil des damals neu gebildeten Landes Rheinland-Pfalz. Im Zuge der ersten rheinland-pfälzischen Verwaltungsreform wechselte die Gemeinde 1972 in den Landkreis Kaiserslautern; im selben Jahr wurde sie Bestandteil der neu geschaffenen Verbandsgemeinde Bruchmühlbach-Miesau.

## Religion
Die Katholiken gehören zum Bistum Speyer, die Evangelischen zur Protestantischen Landeskirche Pfalz.

## Politik

### Gemeinderat
Der Gemeinderat in Langwieden besteht aus sechs Ratsmitgliedern, die bei der Kommunalwahl am 9. Juni 2024 in einer Mehrheitswahl gewählt wurden, und der ehrenamtlichen Ortsbürgermeisterin als Vorsitzender.

### Bürgermeister
Hannah Havel wurde am 28. Juni 2019 Ortsbürgermeisterin von Langwieden. Bei der Direktwahl am 26. Mai 2019 war sie mit einem Stimmenanteil von 57,41 % gewählt worden und wurde damit Nachfolgerin von Max Marowsky, der nicht erneut angetreten war. Bei der Direktwahl am 9. Juni 2024 wurde sie als einzige Bewerberin mit 82,4 % für weitere fünf Jahre wiedergewählt.

### Wappen
| Wappen von Langwieden | Blasonierung: „Von Schwarz und Silber gespalten, rechts fünf silberne Bollen 2:1:2, links ein rotgefasster und -bedeckter silberner Kirchturm mit goldenem Turmhahn.“ |
| Wappen von Langwieden | Wappenbegründung: Die Bollen stellen eine Referenz an die Zugehörigkeit des Ortes zur Herrschaft Landstuhl und dadurch wiederum zu den Sickingern dar.                |

## Kultur

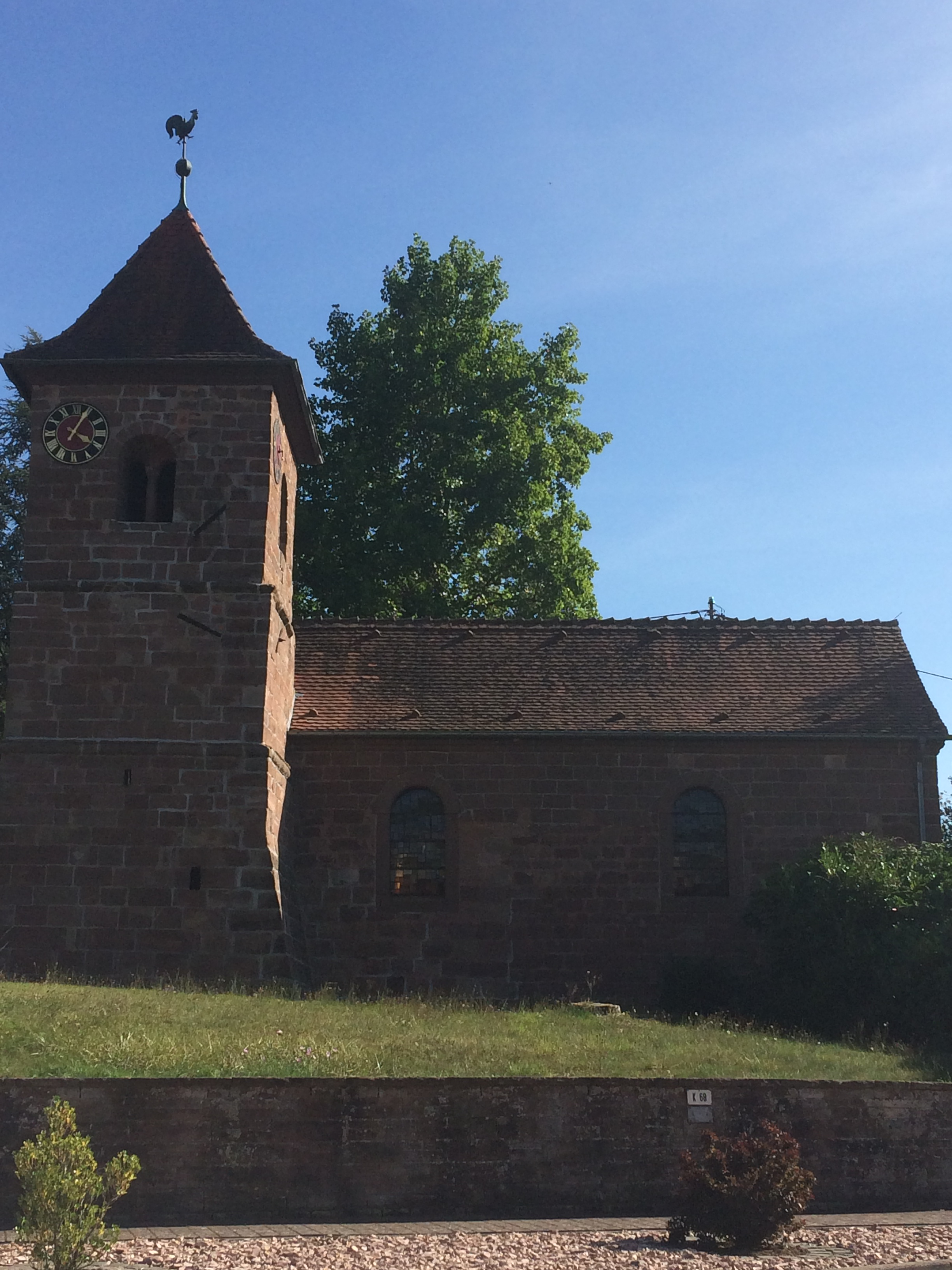
Denkmalgeschützte protestantische Kirche

### Kulturdenkmäler
Vor Ort befinden sich insgesamt sechs Objekte, die unter Denkmalschutz stehen, darunter die protestantische Kirche, die 1496 in dem amtlichen Schematismus der Diözese Worms erstmals erwähnt wurde. Sie enthält eine im Jahr 1975 von Hugo Mayer  eingebaute Orgel.

### Natur
Innerhalb  der Gemeindegemarkung befinden sich insgesamt zwei Naturdenkmale.

## Wirtschaft und infrastruktur

### Wirtschaft
In den Jahren 2017 bis 2020 wurde auf der Gemarkung der Windpark Langwieden errichtet, der sich zusätzlich in Teilen über die Nachbargemeinde Gerhardsbrunn erstreckt.

### Verkehr
Die nächsten Autobahnanschlussstellen sind Bruchmühlbach-Miesau und das Autobahnkreuz Landstuhl-West an der Bundesautobahn 6 (Saarbrücken–Kaiserslautern) etwa sieben Kilometer entfernt. Mitten durch den Ort verläuft außerdem die Kreisstraße 68, die eine Verbindung nach Gerhardsbrunn schafft. Mitten im Ort zweigt von dieser die Kreisstraße 66 nach Mittelbrunn ab. Durch den Osten der Gemeindegemarkung führt außerdem die Landesstraße 465, die eine Verbindung nach Landstuhl schafft.

## Persönlichkeiten

### Söhne und Töchter der Gemeinde
- Oskar Heil (1908–1994), Physiker
- Marianne Baun (* 1948), Pädagogin und Politikerin (CDU)

### Personen, die vor Ort gewirkt haben
- Ludwig Liebel (1887–1962), Politiker (NSDAP), hatte in der Nachkriegszeit in Langwieden seinen Wohnsitz